# Copa de Serra Leoa de Futebol
'Sierra Leone FA Cup é o principal torneio eliminatório do futebol masculino de Serra Leoa. É organizado pela Associação de Futebol da Serra Leoa.

## Campeões
- 1973 : East End Lions (Freetown)
- 1974-77 : não houve
- 1978 : Bai Bureh Warriors (Port Loko)
- 1979 : Wusum Stars (Bombali)
- 1980 : East End Lions (Freetown)
- 1981 : Kamboi Eagles (Kenema)
- 1982 : Bai Bureh Warriors (Port Loko)
- 1983 : Mighty Blackpool (Freetown)
- 1984 : Old Edwardians (Freetown)
- 1985 : Kamboi Eagles (Kenema)
- 1986 : Real Republicans (Freetown)
- 1987 : não houve
- 1988 : Mighty Blackpool (Freetown)
- 1989 : East End Lions (Freetown)
- 1990 : Ports Authority Football Club (Freetown)
- 1991 : Ports Authority Football Club (Freetown)
- 1992 : Diamond Stars (Kono)
- 1993 : não houve
- 1994 : Mighty Blackpool (Freetown)
- 1995-99 : Não houve
- 2000 : Mighty Blackpool (Freetown)
- 2001 : Old Edwardians (Freetown)
- 2002 : Não houve
- 2003 : Kallon Football Club (Freetown)
- 2004 : Ports Authority Football Club (Freetown)
- 2005 : Old Edwardians (Freetown)
- 2006 : não houve
- 2007 : Kallon Football Club (Freetown)
- 2008-13 : Não houve
- 2014 : Kamboi Eagles Football Club (Kenema) 1-1 (aet; 3-2 pen.) East End Lions Football Club (Freetown)[1]